# Червоний оксамит (торт)
Торт «Червоний оксамит» (англ. red velvet cake) — це традиційно червоний, червоно-коричневий, червоно-гарячий шоколадний торт, покритий масляною глазур'ю. Традиційні рецепти не використовують харчові барвники, червоний колір зумовлений не алкалізованим, багатим антоціанами какао.
Звичайні інгредієнти включають маслянку, вершкове масло, какао, оцет і борошно. Для кольору можна використовувати буряк або червоний харчовий барвник.

## Історія
Вважається, що оксамитовий торт виник у Меріленді на початку XX століття. У XIX столітті «оксамитовий» торт, м'який і бархатистий торт з крихтою, став подаватися як вишуканий десерт, на відміну від того, що було більш поширеним, більш грубим тортом. Приблизно на рубежі XX століття з'явився торт диявола, від якого, деякі вважають, що з'явився торт червоний оксамит. Ключова відмінність між цими двома тортами полягає в тому, що в торті диявола використовується шоколад, а в торті червоного оксамиту — какао.
Коли під час Другої світової війни в США їжа була нормованою, пекарі використовували сік вареного буряка, щоб підкреслити колір своїх тортів. Буряк можна знайти в деяких рецептах торта червоного оксамиту. Буряк використовувався і використовується в деяких рецептах як наповнювач або для збереження вологи. Компанії Adams Extract приписують принесення торта «Червоний оксамит» на кухні по всій Америці в епоху Великої депресії, оскільки вона була однією з перших, хто продавав червоні харчові барвники та інші ароматичні екстракти за допомогою плакатів у торгових точках і карток з рецептами. Торт і його оригінальний рецепт добре знані в Сполучених Штатах з відомого нью-йоркського готелю Waldorf-Astoria, що отримав назву кондитерського торта Waldorf-Astoria. Хоча взагалі це вважається південним рецептом. Традиційно торт «Червоний оксамит» покривають глазур'ю з маслом у французькому стилі (її також називають глазур'ю «ру», хоча вона містить масло та борошно, але не виготовляється з «ру»), яка є дуже легкою та пухкою, але вимагає часу для приготування. Глазур з вершкового сиру та глазур з вершкового крему — це варіації, популярність яких зросла.
У Канаді торт був добре відомим десертом у ресторанах і пекарнях мережі універмагів Eaton у 1940-1950-х роках. Розрекламований як ексклюзивний рецепт Eaton, а співробітники, які знали рецепт, зобов'язувалися мовчати, тому багато хто помилково вважав, що торт був винаходом матріарха універмагу, леді Ітон.
Останніми роками торт «Червоний оксамит» та кекси з нього стають дедалі популярнішими в США та багатьох європейських країнах, особливо на Різдво, а останнім часом і на День святого Валентина. Відродження популярності цього торта дехто пояснює фільмом «Сталеві магнолії» 1989 року, який включав торт «Червоний оксамит» нареченого у формі броненосця. Пекарня Magnolia Bakery на Мангеттені подає його з моменту свого відкриття в 1996 році, як і ресторани, відомі своєю південною кухнею, наприклад Amy Ruth's в Гарлемі, який відкрився в 1998 році. У 2000 році. Cake Man Raven відкрив одну з перших пекарень, присвячених тортам, у Брукліні.

## Інгредієнти
Інгредієнти відрізняються залежно від часу та регіону світу. Довідник Джеймса Берда «Американська кулінарія» (1972) описує три торти «Червоний оксамит», що відрізняються за кількістю жиру, масла та рослинної олії. Усі використовували червоний харчовий барвник. Реакція кислого оцту та маслянки краще розкриває червоний антоціан у какао та зберігає пиріг вологим, легким і пухким. Цей природний відтінок, можливо, був джерелом назви «червоний оксамит», а також «торт диявола» та подібні назви для шоколадних пирогів. Сьогодні шоколад часто проходить голландську обробку, яка запобігає зміні кольору антоціанів. Реконструкція оригінального торта передбачає зменшення або виключення оцту та барвників і використання неголландського какао для забезпечення необхідної кислотності та кольору.

## Варіації
На додаток до багатьох варіацій «Червоний оксамиту» існують різні продукти з таким смаком, зокрема протеіновий порошок, чай, латте, вафлі та алкогольні напої. Аромат також використовується для свічок і освіжувачів повітря. Для дієтичних обмежень, наприклад через алергію та чутливість до інгредієнтів, доступні веганські, безглютенові та безмолочні варіанти.